# Ogura hyakunin-isshu
Ogura hyakunin-isshu (jap. 小倉百人一首 Zbiór z Ogura – po jednym wierszu od stu poetów) – zbiór stu najpiękniejszych wierszy japońskich, wybranych z wcześniejszych antologii poetyckich. 

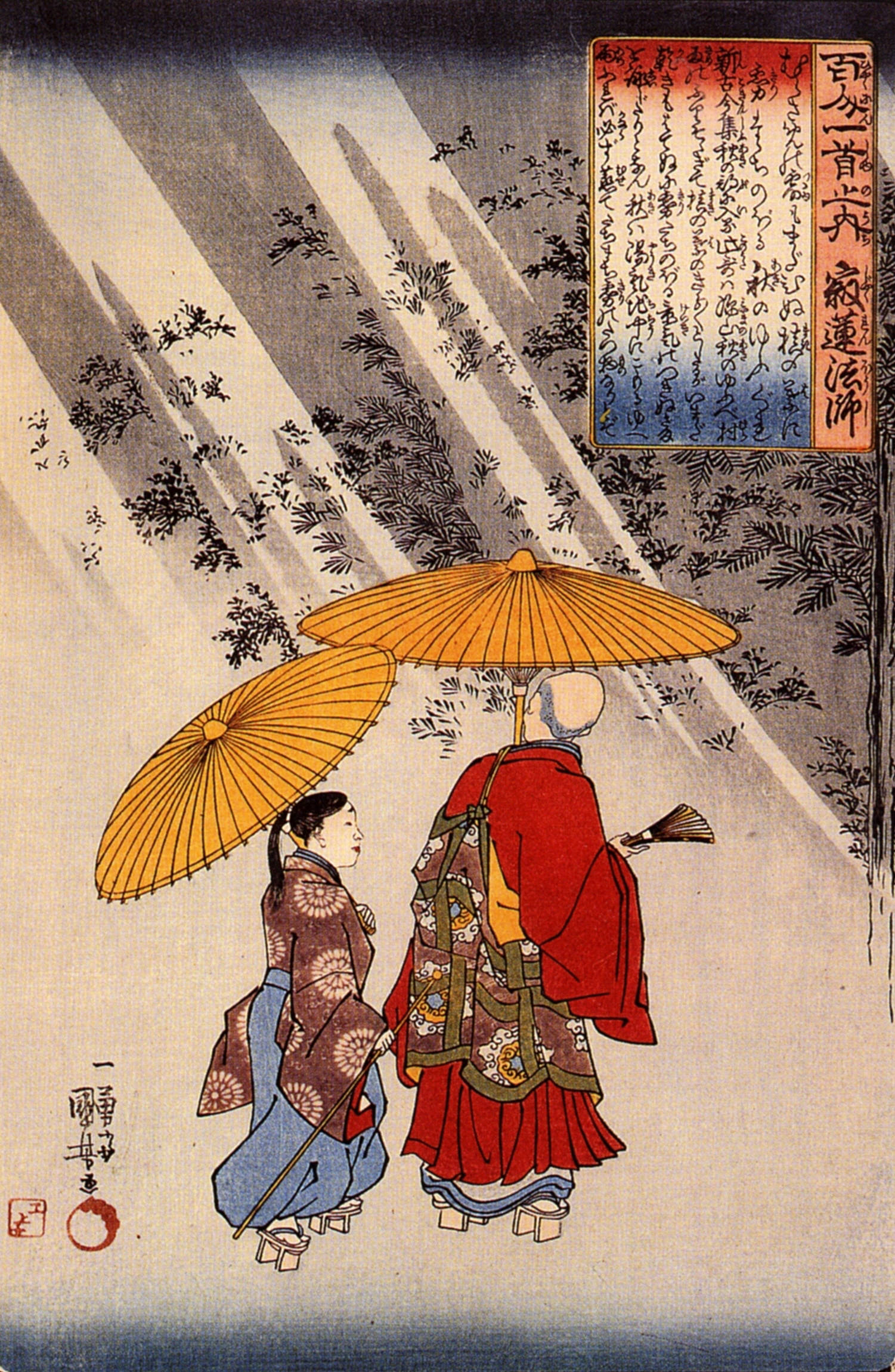
Kuniyoshi Utagawa (1798-1861), Poeta Jakuren z towarzyszem spacerują w gaju cisowym, strona z Ogura hyakunin-isshu

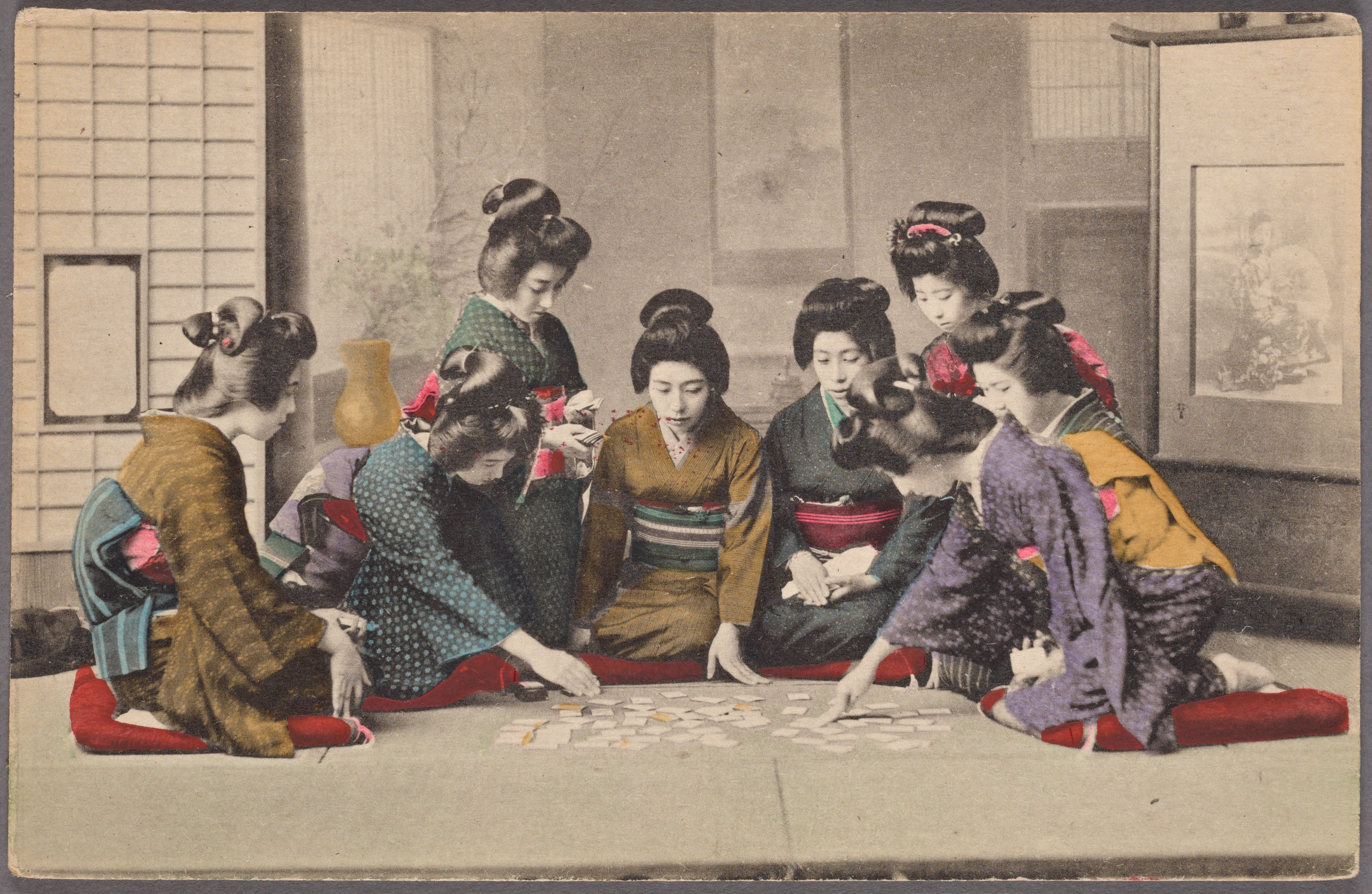
Dziewczęta grające w uta-garuta, 1900 r.

Został ułożony w XIII wieku przez poetę Teika Fujiwarę, w czasie gdy zamieszkiwał on w swojej górskiej willi w Ogura (dzielnicy Kioto). Najstarszym autorem tam wymienionym jest cesarz Tenji (lub Tenchi, 626–671), a ostatnim – cesarz Juntoku żyjący w XIII wieku.
Zbiór stał się wzorem dla uczących się kaligrafii i podstawą gry towarzyskiej o nazwie uta-garuta ("karty z wierszami"), polegającej na odgadywaniu i doborze drugiej części wiersza wśród zestawu kart. Gra jest nadal popularna, zwłaszcza w pierwszych dniach Nowego Roku.
Zbiór z Ogura jest jedną z lektur na lekcjach literatury narodowej w Japonii. 
Polskie tłumaczenie całości zbioru autorstwa Anny Zalewskiej zostało wydane w 2008 roku. Wcześniejsze tłumaczenie Remigiusza Kwiatkowskiego z 1912 pod spolszczonym tytułem Chiakunin-Izszu (Warszawa 1912).